# Пахова гранульома
Пахова гранульома або донованоз (англ. Granuloma inguinale; donovanosis; синоніми: венерична гранульома, п'ята венерична хвороба, донованоз тощо) — хронічна, ендемічна, повільно прогресуюча бактеріальна, тропічна інфекційна хвороба статевих органів і періанальної області, яка передається переважно статевим шляхом і характеризується виразкою шкіри, руйнуванням підлягаючих тканин, вегетаціями, ураженням генітально-перигенітальних лімфатичних вузлів.

## Актуальність
Широко поширена в тропічних і субтропічних регіонах, у Новій Гвінеї, Індії, в країнах Карибського басейну, в Центральній і Південній Африці, Південно-Східній Азії, південних провінціях Китаю, Австралії. У США венерична гранульома зустрічається в південно-східних штатах і переважно в чоловіків, що мають статеві стосунки з чоловіками. У Бразилії венерична гранульома займає 5-е місце серед хвороб, що передаються статевим шляхом. В Європі захворювання зустрічається рідко. Частота хвороби нині зменшується у всьому світі, швидше за все, через відому роль у передачі ВІЛ. У Сполучених Штатах, Австралії та Папуа-Новій Гвінеї є багато попереджувальних програм, які зменшили поширеність ВІЛ-інфекції і, відповідно, пахової гранульоми.

## Етіологія
Збудник хвороби Klebsiella granulomatis (заст. Calymmatobacterium granulomatis), відкритий у 1905 році Ч. Донованом, через що однією з назв захворювання на честь дослідника є «донованоз». Бактерія паразитує головним чином всередині макрофагів. Це поліморфна грамнегативна бактерія овоїдної або бобовидної форми, який може мати форму кока або короткої палички. Бактерії виявляються при фарбуванні за методом Романовського-Гімзи, при забарвленні по Райту мають вигляд тілець, оточених добре окресленими капсулами. Нестійкі до дії кислот, нерухомі. Розмножуються C. granulomatis шляхом поперечного поділа. Ростуть на свіжому поживному середовищі з яєчним жовтком, при певних умовах — на інших поживних середовищах і в інфікованому желточном мішку курячих ембріонів.

## Епідеміологічні особливості
Хворіють тільки люди. Зараження відбувається переважно статевим шляхом, рідко — побутовим. Статева передача малоактивна, відбувається після щонайменше декількох статевих актів. Поширенню інфекції сприяють вологий клімат, висока температура довкілля, недотримання правил особистої гігієни і безладні статеві стосунки. Індивідуальну сприйнятливість до C. granulomatis пояснюють різною її патогенністю, морфологічними особливостями, які зумовлюють низьку контагіозність пахової гранульоми в порівнянні з іншими венеричними хворобами. Діти часто інфікуються через контакт з дорослим; однак це не обов'язково є результатом сексуального насильства.

## Патогенез
Гістологічна оцінка є істотною для діагностики. Тільця Донована розглядаються як великі мононуклеарні клітини у вигляді грамнегативних інтрацитоплазматичних структур, які часто можуть мати характерний зовнішній вигляд «шпильки». Коли ці структури розриваються, вони вивільняють збудників.

## Клінічні ознаки
Інкубаційний період може становити від декількох днів до 4-5 місяців. Збудник проникає через мікротравми шкіри і слизових оболонок, спричинює запальну реакцію в шкірі, рідше в підшкірній клітковині. Починається захворювання з появи пласких безболісних папул завбільшки з горошину (іноді з невеликих везикул). Потім папули виразкуються і утворюють безболісні виразки з оксамитовою поверхнею, піднятими краями, яскраво-червоним дном, які мають зернистий характер. Зазвичай уражаються головка статевого члена, крайня плоть, клітор, малі статеві губи, промежина, область заднього проходу, пахова область, шкіра обличчя, тулуба, кисті, гомілки, слизова оболонка носа, порожнини рота, гортані, глотки. Ураження шийки матки відбувається в 10 % випадків. Типова виразка має вигляд зростаючої маси грануляцій, які нагадують пухлину, із зубчастими (хвилястими) краями і різкими межами, м'яка на дотик. Шкіра навколо виразок може бути набряклою і ущільненою, яскраво червоного відтінку. При приєднанні вторинної інфекції виразка приймає брудний вигляд, покривається струпами і некротичними масами. Виразки збільшуються повільно по периферії, виділяють мізерний серозно-гнійний, іноді з домішкою крові ексудат, що видає смердючий запах. Виразковий процес перебігає досить безболісно, лімфоаденопатія виражена незначно. Загальний стан хворих не порушується. Внаслідок автоінокуляції або механічного перенесення інфекційного вмісту руками на інші ділянки шкіри можуть з'явитися кілька «дочірніх» виразок.
На другому місці по частоті виникнення займає ураження порожнини рота. Для нього характерні болісність і залучення в процес зубів, губ, ясен, щік, піднебіння, глотки, гортані, носа, шиї, грудей. Іноді виникає системний процес, при якому уражаються кістки, суглоби, печінка і селезінка.
Залежно від особливостей клінічного перебігу деякі дослідники розрізняють виразковий, верукозний, квітучий, некротичний, склерозуючий, слизовий, змішаний варіанти пахової гранульоми. Найбільш часто зустрічається виразкова форма, яка відрізняється схильністю до розвитку вегетацій, серпігінозного росту, поширенню інфекції з зовнішніх геніталій на пахові області.
Некротична форма є найбільш тяжкою і розвивається зазвичай при хронічному перебігу, частіше ускладненому вторинної інфекцією. При ній з'являються глибокі виразки з гнійним розпадом тканин аж до фасцій, м'язів і кісток. Ураження, як правило, супроводжуються поширеним фіброзом, який призводить до стриктур. У жінок зовнішні статеві органи, промежина і область заднього проходу можуть бути повністю зруйновані, у чоловіків можливий некроз статевого члена. Цей процес супроводжується лімфангітом і лімфаденітом, проявами інтоксикації (слабкість, головний біль, озноб, гарячка, вторинна анемія). Через генералізацію процесу збудники можуть метастазувати в середнє вухо, печінку, селезінку, кістки, можливий розвиток сепсису зі смертю пацієнта.
Якщо не лікувати, шкірні виразки можуть продовжувати рости упродовж багатьох років. Якщо хвороба залишається нелікованою, можуть виникати вторинні інфекції та псевдослоновість.

## Ускладнення
Можливі:
- псевдослоновість статевих органів у жінок;
- стеноз сечовода;
- звуження піхви;
- фімоз статевого члена;
- слоновість і некроз статевого члена;
- звуження заднього проходу;
- епідермоїдна карцинома.

## Діагностика
Діагноз встановлюють після клінічного і лабораторного виключення сифілісу, м'якого шанкра, хламідійної лімфогранульоми, туберкульозу та раку шкіри, паразитарних захворювань. Хоча повідомлялося про виділення Klebsiella granulomatis, цей мікроорганізм надзвичайно вибагливий і бактеріологічне дослідження його виходить за межі можливостей більшості лабораторій. Збудника виявляють у мазках-відбитках розчавлених шматочків тканини країв виразок між предметними скельцями. Для отримання зразка на мазок спочатку очищають вогнище сухою ватною паличкою. Використання фізіологічного розчину перед отриманням тампона може призвести до недостатньої проби. Слід бути обережним, щоб не порушити будь-яку з маленьких кровоносних судин, аби мінімізувати можливість кровотечі. Альтернативним методом відбору проб тканини є або щипці, або скальпель для отримання грануляційної тканини. Грануляційну тканину потім подрібнюють між двома предметними скельцями для отримання мазка. У забарвлених за Райтом або Романовським—Гімзою препаратах виявляються макрофаги з цитоплазматичними включеннями — тільця Донована. Серологічні тести як й полімеразна ланцюгова реакція (ПЛР) недоступні практичній медицині.

## Лікування
Необхідна етіотропна терапія, застосовуються антибіотики. Використовуються перорально доксициклін по 0,1 г 2 рази на добу упродовж 14 діб або ко-тримоксазол по 0,96 г 2 рази на добу упродовж 14 діб. Можливе використання азитроміцину по 0,5 г 1 раз на добу протягом 7 діб, ципрофлоксацину п 0,75 г два рази на день. Еритроміцин залишається препаратом вибору під час вагітності. Як препарат другої ланки застосовується гентаміцин внутрішньовенно або внутрішньом'язово по 0,001 г / кг маси тіла кожні 8 годин упродовж 7-14 діб. Проте рекомендації центрів з контролю та профілактики захворювань у США (CDC) свідчать про необхідність продовження лікування аж до повного загоєння уражень. Рецидиви можуть відбуватися від 6 до 18 місяців після успішного лікування. Оскільки раніше були задокументовані повідомлення про резистентність до тетрацикліну, його застосування більше не рекомендується.
Антибіотики застосовують також місцево на виразки у вигляді присипок після попередньої обробки виразок дезінфікуючими розчинами. Деяким хворим показано хірургічне втручання — усунення слоновости, грубих рубців, пересадка шкіри тощо. Нерідко захворювання закінчується спотворенням або каліцтвом.

## Профілактика
Профілактичні заходи не відрізняються від таких при інших венеричних захворюваннях. Специфічна профілактика не розроблена. Особи, які мали статевий контакт з пацієнтом, який хворіє на пахову гранульому, упродовж 60 днів від цього, слід обстежити і запропонувати превентивну антибактерійну терапію. Однак ефективність її при відсутності клінічних ознак не встановлено.